# Едвард Альфред Кокейн
Едвард Альфред Кокейн (англ. Edward Alfred Cockayne; 3 жовтня 1880 — 28 листопада 1956) — британський лікар, фахівець з педіатрії, спеціалізувався на ендокринології. Більшу частину своєї медичної кар'єри він провів у лікарні для хворих дітей Грейт-Ормонд-Стріт у Лондоні.
Кокейн народився в Шеффілді в родині Едварда Шеперда та Мері Флоренс. Навчався в школі Чартергаус і коледжі Балліол в Оксфорді, перш ніж вступити до медичної школи лікарні Святого Варфоломія. З 1834 року він працював у лікарні Міддлсекс і в лікарні для дітей на Грейт-Ормонд-стріт. Особливо цікавився ендокринологією та рідкісними генетичними захворюваннями дітей. У 1946 році він визнав хворобу, яку згодом назвали його іменем, під назвою синдром Кокейна. Це рідкісний мультисистемний розлад, що характеризується карликовістю, пігментною ретинопатією, порушенням розвитку нервової системи та аномаліями обличчя.
У 1933 році він опублікував книгу «Спадкові аномалії шкіри та її придатків» (Inherited Abnormalities of the Skin and its Appendages). Це була перша книга, яка розглядала виключно генодерматози (спадкові захворювання шкіри).
Крім своєї медичної роботи, Кокейн був ентомологом і приділяв цьому більше часу після виходу на пенсію в 1945 році. Він зібрав велику колекцію метеликів і молей, яку в 1947 році подарував Зоологічному музею Вальтера Ротшильда в місті Трінг, графство Гартфордшир. Колекція, яка вміщала також і зразки зібрані Бернардом Кеттлевеллом, налічувала майже 50 000 екземплярів. Кокейну також приписують вплив на Кеттвелла у вивченні популяційної генетики. У 1943 році він став президентом Лондонського королівського ентомологічного товариства. У 1954 році він отримав звання OBE за роботу в ентомології.